# Myodopsylla globata
Myodopsylla globata är en loppart som beskrevs av Holland 1971. Myodopsylla globata ingår i släktet Myodopsylla och familjen fladdermusloppor. Inga underarter finns listade i Catalogue of Life.